# Campus del Cristo
El Campus del Cristo es uno de los siete campus de la Universidad de Oviedo. Está situado en el barrio de El Cristo del municipio de Oviedo, administrativamente está dividido en Campus del Cristo Alto y Campus del Cristo Bajo. Creado a mediados del siglo XX.

## Campus del Cristo Alto
Tienen su sede en esta parte del campus:
- Facultad de Derecho
- Facultad de Economía y Empresa
- Biblioteca de Ciencias Jurídicas y Sociales

## Campus del Cristo Bajo
Tienen su sede en esta parte del campus:
- Facultad de Química
- Facultad de Medicina y Ciencias de la Salud
- Escuela Universitaria de Enfermería y Fisioterapia
- Facultad de Biología
- Servicios Científico-Técnicos
- Servicio de Informática y Comunicaciones
- Oficina de Transferencia de Resultados de la Investigación

## Transporte
Está comunicado con el resto de Asturias por diversas líneas de autobús y con el resto de la ciudad de Oviedo mediante las líneas C1 Facultades-Lugones, C2 Lugones-Facultades, D1 Facultades-Parque Principado, D2 Parque Principado-Facultades, F1 HUCA-Naranco-Campillín-HUCA, F2 HUCA-Campillín-Naranco-HUCA, H1 Serrano-intu Asturias, H2 intu Asturias-Serrano, K1 Latores-Plaza América y K2 Plaza América- Latores del transporte público urbano de Oviedo.